# Lebetus
Het geslacht Lebetus behoort tot de onderfamilie Gobiinae in de familie grondels (Gobiidae) in de orde van de Baarsachtigen (Perciformes).

## Lijst van soorten
- Lebetus guilleti Le Danois, 1913
- Lebetus scorpioides Collett, 1874